# Pueblo Viejo, San Mateo Yucutindoo
Pueblo Viejo är en ort i Mexiko.   Den ligger i kommunen San Mateo Yucutindoo och delstaten Oaxaca, i den sydöstra delen av landet, 300 km sydost om huvudstaden Mexico City. Pueblo Viejo ligger 1 628 meter över havet och antalet invånare är 290.
Terrängen runt Pueblo Viejo är bergig åt nordväst, men åt sydost är den kuperad. Runt Pueblo Viejo är det glesbefolkat, med 13 invånare per kvadratkilometer. Närmaste större samhälle är Llano Nuevo, 11,6 km söder om Pueblo Viejo. I omgivningarna runt Pueblo Viejo växer huvudsakligen savannskog.